# Симада
Сима́да (яп. 島田市 Симада-си) — город в Японии, находящийся в префектуре Сидзуока. Площадь города составляет 315,88 км², население — 98 182 человека (1 августа 2014), плотность населения — 310,82 чел./км².

## Географическое положение
Город расположен на острове Хонсю в префектуре Сидзуока региона Тюбу. С ним граничат города Сидзуока, Хамамацу, Фудзиэда, Какегава, Кикугава, Макинохара, Яидзу и посёлки Йосида, Каванехон, Мори.

## Население
Население города составляет 98 182 человека (1 августа 2014), а плотность — 310,82 чел./км². Изменение численности населения с 1980 по 2005 годы:
| 1980 | 100 519 чел. |  |
| 1985 | 102 086 чел. |  |
| 1990 | 103 149 чел. |  |
| 1995 | 103 490 чел. |  |
| 2000 | 102 585 чел. |  |
| 2005 | 102 108 чел. |  |

## Символика
Деревом города считается османтус, цветком — роза, птицей — синяя мухоловка.

## Достопримечательности
- Мост Хорай, один из самых длинных деревянных мостов в мире.

## Города-побратимы
- Бриенц, Швейцария
- Ричмонд, США
- Хучжоу